# كيفن بروكس (لاعب كرة قدم أمريكية)
كيفن بروكس (بالإنجليزية: Kevin Brooks)‏ هو لاعب كرة قدم أمريكية أمريكي، ولد في 9 فبراير 1963 في ديترويت في الولايات المتحدة.

## وصلات خارجية
- كيفن بروكس على موقع مرجع كرة القدم المحترفة.كوم (الإنجليزية)